# 陳良玉
陳良玉（1484年—？年），字德夫，四川叙州府富順縣人，民籍，治《詩經》，明朝政治人物。

## 生平
四川鄉試第三十四名舉人。正德六年（1511年）中式辛未科會試第二百二十九名，登第三甲第六十四名進士。

## 家族
曾祖陳以政；祖父陳本釗；父陳忠，母黃氏。

## 延伸阅读
[在维基数据编辑]